# Olmesartan
Olmesartan ist ein Arzneistoff aus der Gruppe der selektiven AT1-Antagonisten („Sartane“) und wird zur Behandlung des Bluthochdrucks verwendet. Arzneilich verwendet wird Olmesartan in Form seines Resorptionsesters Olmesartanmedoxomil.

## Wirkung

Die als Progdrug eingesetzte Verbindung Olmesartanmedoxomil

Olmesartanmedoxomil ist ein Prodrug, das während der Resorption im Gastrointestinaltrakt in das pharmakologisch aktive Olmesartan metabolisiert wird. Eine maximale Wirkung wird nach etwa 8 Wochen regelmäßiger Einnahme erreicht, während bereits nach 2 Wochen schon ein Großteil der Blutdrucksenkung erzielt wird.
Über die reine Blutdrucksenkung hat Olmesartan neben positiven Effekten auf die Nierenfunktion als weitere therapeutische Komponente einen schützenden Effekt auf die Gefäße, da es antiarteriosklerotische Eigenschaften hat.

## Anwendungsgebiete
Olmesartan ist seit 2002 in Deutschland für die Behandlung des Bluthochdrucks auf dem Markt. Auf Grund seiner starken Blutdrucksenkung und der lang anhaltenden Wirkungsdauer bietet es bei einmal täglicher Einnahme eine verlässliche und konstante Regulation des Blutdrucks.
Die blutdrucksenkende Wirkung von Olmesartan kann durch gleichzeitige Anwendung anderer Antihypertensiva verstärkt werden. Hierzu wird Olmesartan häufig mit dem Diuretikum Hydrochlorothiazid (HCT) kombiniert.

## Gegenanzeigen und Anwendungsbeschränkungen
Olmesartan darf nicht während der letzten beiden Schwangerschaftsdrittel sowie bei Gallenwegsobstruktionen eingenommen werden. Im ersten Schwangerschaftsdrittel sowie während der Stillzeit ist die Einnahme nicht empfehlenswert, da keine ausreichenden Daten zur Sicherheit vorliegen.

## Nebenwirkungen
Olmesartan zeichnet sich durch eine sehr gute subjektive und objektive Verträglichkeit aus. Das Auftreten von unerwünschten Begleiterscheinungen und das Nebenwirkungsprofil waren in zahlreichen klinischen Studien vergleichbar mit dem von Placebo.
Als Nebenwirkungen genannt werden Orthostatische Hypotonie, Kopfschmerzen, Durchfall, Infektionen der oberen Atemwege, erhöhter oder erniedrigter Puls sowie trockener, unproduktiver Husten.
Die FDA weist darauf hin, dass unter Olmesartan ein Zöliakie-ähnlicher Durchfall auftreten kann, der unter Umständen auch mit größerem Gewichtsverlust einhergeht. Der Zusammenhang zwischen dem Blutdrucksenker und der vermeintlichen Zöliakie war hierbei anfangs nicht klar ersichtlich.

## Handelsnamen
Monopräparate

Mencord (A), Olmetec (D, A, CH), Votum (D, CH), Belsar, zahlreiche Generika
Kombinationspräparate

- in Kombination mit Hydrochlorothiazid: Mencord Plus (A), Olmetec Plus (D, A, CH), Votum Plus (D, CH), Belsar Plus, zahlreiche Generika
- in Kombination mit Amlodipin: Amelior (A), Sevikar (D, A, CH), Vascord (CH), Vocado (D)
- in Kombination mit Amlodipin und Hydrochlorothiazid: Amelior HCT (A), Sevikar HCT (D, A, CH), Vocado HCT (D)

## Umweltrelevanz
Wie mehrere andere Sartane zersetzt sich Olmesartan unter Bildung der sehr persistenten und sehr mobilen Valsartansäure. Sie stellt ein Problem für die Trinkwassergewinnung dar, da sie sich bei der konventionelle Abwasserbehandlung nicht zersetzt und sich so in Gewässern und im Grundwasser bis zum Gesundheitlichen Orientierungswert (GOW im Trinkwasser = 0,3 μg/L) anreichert. Selbst bei einer Behandlung mittels der sogenannten 4. Reinigungsstufe werden bei Ozonverfahren nur bis zu 39 und mittels Aktivkohle bis zu 41 % eliminiert.